# Al-Naim
Al-Na'im (tiếng Ả Rập: الناعم; cũng đánh vần al-Naeem) là một ngôi làng ở miền trung Syria, một phần hành chính của Tỉnh Homs, nằm ở phía tây nam của Homs và phía tây bắc của al-Qusayr. Ngay phía đông biên giới với Lebanon và trên bờ phía tây của hồ Qattinah, các địa phương lân cận bao gồm al-Aqrabiyah ở phía nam, Tell al-Nabi Mando, Arjoun, al-Houz ở phía đông nam, Kafr Mousa và al-Ghassaniyah ở phía đông, Khirbet Ghazi ở phía đông bắc và Wujuh al-Hajar và Liftaya ở phía bắc. Theo Cục Thống kê Trung ương Syria (CBS), al-Na'im có dân số 2.290 trong cuộc điều tra dân số năm 2004.